# Fernando Andreu Merelles
Fernando Andreu Merelles es un juez de la Audiencia Nacional en España.
Desempeña un papel de liderazgo, especialmente en el derecho humanitario y en la persecución de crímenes de guerra y asuntos similares (ver enlaces de artículos relacionados con Ruanda, Israel, etc.). Tales investigaciones son posibles gracias al principio de jurisdicción universal de España en los presuntos casos de crímenes de lesa humanidad, genocidio y terrorismo.[cita requerida]

## Carrera judicial
Bomba de la Franja de Gaza de 2002
El 29 de enero de 2009, Andreu abrió investigaciones preliminares sobre las denuncias de que un ataque con bomba contra Gaza en 2002 y justificó el enjuiciamiento del exministro de defensa israelí Binyamin Ben-Eliezer, el exjefe de personal de defensa Moshe Ya'alon, exjefe de la fuerza aérea Dan Halutz, y otros cuatro, por crímenes de lesa humanidad. Ha estado investigando la muerte de 15 palestinos que murieron cuando la fuerza aérea israelí bombardeó una casa en la ciudad de Gaza. El ataque mató a un líder del ala militar del movimiento islamista Hamás, Salah Shehade, junto con 14 civiles, principalmente niños, e hirió a algunas decenas de civiles, según la denuncia.
Juez instructor del caso Bankia. Todos los imputados por este juez, después de 8 años imputados, fueron absueltos.

#### Genocidio de Ruanda
También ha investigado el genocidio de Ruanda y denuncias de crímenes de guerra cometidos por el Ejército Patriótico de Ruanda (RPA) y las figuras del Frente Patriótico Ruandés en Ruanda y la República Democrática del Congo entre 1994 y 2000.